# Primož Simoniti
Primož Simoniti, slovenski filolog, prevajalec, literarni zgodovinar in akademik, * 28. december 1936, Golnik, † 17. julij 2018.
Simoniti je 1959 diplomiral in 1978 doktoriral ter nato tudi deloval na Oddelku za klasično filologijo na Filozofski fakulteti v Ljubljani. Od 1967 je tam predaval, od 1987 kot redni profesor za latinski jezik in književnost s posebnim poudarkom na srednje- in novolatinsko obdobje na Filozofski fakulteti v Ljubljani (v letih 1985–89 in 1993–95 tudi predstojnik oddelka za klasično filologijo), 1980–82 je bil predsednik Društva za antične in humanistične študije Slovenije ter 6 let tudi predsednik Slovenske matice (1988–94).
V Narodni in univerzitetni knjižnici je odkril preko štirideset do tedaj neznanih inkunabul. sestavil je bibliografijo  filozofskih rokopisov v NUK in bibliografijo slovenskih latiničnih tiskov do leta 1848. Zlasti je pomembna njegova kritična izdaja spisa humanista B. A. de Usingena (edini znani rokopis je Simoniti odkril v NUK; nad 700 strani obsegajoče delo je veljalo za izgubljeno), v katerem je ta polemiziral z Melanchthonom. Opravil je pionirske raziskave o humanizmu (Humanizem na Slovenskem, 1979; Med humanisti in starimi knjigami, 2007). Prevedel je večjo število antičnih, srednjeveških in novoveških knjižnih in filozofskih del, tudi Petronijev Satirikon, Heliodorove Etiopske zgodbe, Apulejeve Metamorfoze, Avguštin, Erazem Rotterdamski, Descartesove Meditacije in Spinozovo Etiko. Med prevodi je tudi srednjeveška lirika (Carmina burana, 1976, 2. izboljšana izdaja 2008; Srednejveški cvetnik//Florarium mediaevale (antologija latinske lirike srednjega veka, 2000), besedila pesmi  Jakoba Gallusa, Paola Santonina itd. Prevajal je tudi filozofe iz nemščine (Hegel, Marx). Raziskal je ozadje prve slovenske akademije (Akademske čebele ljubljanskih operozov, 1988). Dvakrat je mdr. popravil tudi datum oz. letnico rojstva ljubljanskega škofa Krištofa Ravbarja. Njegov zadnji prevod, ki je izšel posmrtno (2022), je Tit Livij, Zgodovina Rima: Od ustanovitve mesta. Zvezek I, Knjige 1–5.
Bil je član Slovenske akademije znanosti in umetnosti (2001 izredni, 2007 redni; 2007–10 je bil tajnik II. razreda SAZU za filološke in literarne vede), dvakrat je prejel Sovretovo nagrado (1974 in 1983), nagrado Sklada Borisa Kidriča (1981), dobil je veliko priznanje FF (1993), Univerza v Ljubljani mu je podelila naziv zaslužni profesor (2002), 2013 je prejel Trubarjevo priznanje, ki ga podeljuje NUK za izjemne zasluge pri ohranjanju slovenske pisne kulturne dediščine, Slovenska matica pa ga je leta 2017 razglasila za svojega zaslužnega člana.

## Avtorske monografije
- Bibliografija filozofskih tekstov (rokopisov in tekstov) na Slovenskem do leta 1800 (v NUK)
- Sloveniae scriptores latini recentioris aetatis (Bibliografija slovenskih latinističnih tiskov do 1848), Zagreb, Ljubljana, 1972
- Humanizem na Slovenskem, 1979
- Med humanisti in starimi knjigami, 2007
- Humanismus bei den Slowenen (nemška izdaja Humanizma na Slovenskem pri Avstrijski akademiji znanosti : prev. Jože Wakounig, redakcija Marija Wakounig; Dunaj, 2008)